# She Wolf (canção de Shakira)
"She Wolf" é uma canção gravada pela artista musical colombiana Shakira, extraída de seu oitavo álbum de estúdio, de mesmo nome (2009). Foi lançada em 10 de julho de 2009, pela Epic Records como single principal do álbum. A música foi escrita por Shakira, John Hill e Sam Endicott. Shakira e Hill também serviram como produtores da música. Uma versão em espanhol da música intitulada "Loba", que apresenta contribuições líricas adicionais de Jorge Drexler, foi lançado em 6 de julho. Musicalmente, "She Wolf" é uma música disco, hi-NRG e synthpop, que detalha o tédio de Shakira por seu namorado e como ela procura por outros para satisfaze-la.
Após seu lançamento, "She Wolf" foi bem recebido pelos críticos de música, muitos dos quais o elogiaram por serem diferentes das outras músicas lançadas naquela época. Comercialmente, "She Wolf" funcionou bem nas paradas de singles. Ela alcançou o top 10 nas paradas de países como o Canadá, Alemanha, Itália, Espanha e Reino Unido. Nos Estados Unidos, "She Wolf" alcançou os números 11 e um no Billboard Hot 100 e Dance/Club Play Songs, respectivamente. A versão em espanhol "Loba" atingiu o primeiro lugar nas paradas da Hot Latin Songs e Tropical Songs. "She Wolf" foi certificado de dupla platina na Espanha e platina na Itália, no México e nos Estados Unidos.
Um videoclipe de acompanhamento para a música foi dirigido por Jake Nava, e apresenta Shakira dançando em vários locais, como uma caverna vermelha e uma gaiola de ouro. A recepção crítica para o clipe também foi positiva, muitos dos quais elogiaram a habilidade dançante da cantora. Para uma promoção, Shakira cantou a música em vários shows e festivais de música. Também foi parte do set-list da The Sun Comes Out World Tour, em 2010.

## Antecedentes e composição
"She Wolf" foi escrito por Shakira, John Hill e Sam Endicott. Shakira e Hill também serviram como produtores da música. Em uma entrevista para a Rolling Stone, Shakira disse que a ideia de "She Wolf" chegou a ela "muito misteriosamente", revelando "Eu estava no estúdio de mau humor naquele dia, então me inspirei e fui no canto e comecei a escrever as letras e a melodia em 10 minutos. A imagem da loba apenas veio à minha cabeça, e quando eu menos esperava, estava uivando e ofegante". Endicott, músico e vocalista da banda americana pós-punk The Bravery, explicou como ele e Hill começaram a trabalhar com Shakira, dizendo que "contratou ele (Hill), perguntando se ele tinha alguma coisa. Nunca a tivemos em mente. Nós apenas fizemos isso independentemente dela e depois ela gostou muito cantou começou a cantar. Ela usou algumas das melodias que colocamos lá e depois escreveu estas letras loucas sobre ser um lobisomem. E foi assim que aconteceu". "She Wolf" foi descrita pela Slant Magazine como um "elegante, oi-NRG/Italo recuodo que está encharcado em batidas de disco".  Mikael Wood, da Spin, identificou o gênero da música como synthpop. Shakira também uiva e geme em vários momentos durante a música. Está escrito em uma nota de Si menor e é uma canção de dance moderado com um ritmo de 120 batimentos por minuto. O alcance vocal de Shakira na canção abrange de B3 para D5. Uma das linhas da música, em que Shakira canta "Estou começando a me sentir apenas um pouco abusada, como uma máquina de café em um escritório", é frequentemente citada como um exemplo de letra sem sentido, nas canções de Shakira.
A música foi lançada pela Epic Records como single principal do álbum de mesmo nome. "She Wolf" foi disponibilizado para download digital na ITunes, em 10 de julho de 2009. Foi lançado como um CD single mais tarde em 21 de setembro. Uma versão em espanhol da música intitulada "Loba", que apresenta contribuições líricas adicionais de Jorge Drexler, foi lançado em 6 de julho de 2009.

## Recepção da critica
A música foi bem recebida pela maioria dos críticos de música. David Balls da Digital Spy, deu à música uma crítica positiva e disse que a música "consegue ser fresca e peculiar enquanto ainda soa como uma quebra". Sal Cinquemani da Slant Magazine, intitulou "She Wolf" como um "liso, hi-NRG /Italo antigo" e disse que suas letras "andam uma linha entre o extravagante fino e o extravagante real". Michael Cragg da MusicOMH, chamou de "três minutos de um pop delicioso, tão acamado como inteligente" e concluiu que a música é "o tipo de parto maravilhosamente bizarro que esperamos". Jonathan Goss, da Sabotage Times, elogiou as letras e elogiou o uso da palavra "licantropia" na letra da canção. Ele resumiu a revisão chamando "She Wolf" de um "clássico moderno". O crítico da Spin Mikael Wood, complementou-o como "adorável doido". Fraser McAlpine da BBC Chart Blog, fez uma revisão geral positiva, mas criticou os uivos de Shakira, chamando-o de "meio coração". Ben Ratliff do The New York Times, no entanto, deu uma revisão negativa, dizendo que a música é "pouco cozida e substituída" e que "atinge uma fascinante classe especial".
Na cerimônia do International Dance Music Awards de 2009, "She Wolf" foi nomeado a "Best Latin Track", mas perdeu para canção "I Know You Want Me (Calle Ocho)" do rapper americano Pitbull. Na cerimônia de premiação Los Premios MTV Latinoamérica de 2009, a música foi nomeada na categoria "Canción Del Año". Na cerimônia de premiação dos Premios 40 Principales de 2009, "Loba" ganhou o prêmio de "Melhor Canção Internacional em Língua Espanhola". Na cerimônia de premiação Prêmio Schock de 2009, a música foi nomeada "Melhor Música de Rádio". Na cerimônia de premiação dos Prêmios Juventud 2010, a música foi nomeada para "Mi Ringtone" ("My Ringtone"), mas perdeu a música "El Amor" de Tito El Bambino. No Billboard Latin Music Awards, a música foi nomeada para "Latin Pop Airplay Song of the Year" e "Latin Digital Download of the Year", mas perdeu as duas. Na cerimônia de premiação Ascap de 2010, Jorge Drexler ganhou um prêmio pela composição de "Loba". Foi reconhecido como uma música premiada no BMI Latin Awards 2011.

## Videoclipe

Uma cena do clipe, que mostra Shakira dançando em uma brilhante caverna vermelha, vestida com um macacão furado preto.

O videoclipe de acompanhamento para o single foi dirigido por Jake Nava, que já havia colaborado com Shakira no vídeo de "Beautiful Liar". As coreografias do clipe foram montadas por Nadine "Hi-Hat" Ruffin e incorporaram elementos de balé, hip hop, dança tribal e movimentos semelhantes aos do filme Flashdance, de 1980. Falando sobre a coreografia do vídeo, Shakira disse: "Eu começo a dançar, todo tipo de coisas ultrajantes e me penduro de cabeça para baixo, fazendo coisas que não foram planejadas. Mas foi uma espécie de improvisação. Eu acabei colocando no momento". O videoclipe estreou em 30 de julho de 2009, na MTV e foi disponibilizado para download no iTunes um dia depois, no dia 31 de julho. O clipe para a versão em espanhol "Loba", foi lançado no mesmo dia.
O vídeo começa com Shakira saindo da cama no meio de uma noite de lua cheia. Suas unhas começam a crescer e ela é mostrada amarrando um par de botas. Shakira então entra em um armário, que a leva ao interior de uma caverna vermelha- com rubis brilhantes, onde ela começa a dançar usando um macacão preto assimétrico. A próxima cena retrata Shakira que mostra  cantora realizando diferentes posições, dentro de uma gaiola de ouro (com um aviso "Não alimente o animal" na parte superior), vestida com um leotard transparente.. Shakira explicou o uso da gaiola de ouro no vídeo, dizendo que "Eu só queria expressar, que a loba está em um cativeiro. Eu acho que também já estive de certa forma presa na maior parte da minha vida e agora não estou mais". A cena muda e Shakira é vista executando uma coreografia de dança em uma balada com muitas pessoas dançando. Um lobo também é mostrado caminhando na festa e se transformando em uma mulher. Perto do final do vídeo, Shakira dança em um telhado com um pano de fundo semelhante a San Francisco. À medida que a música termina, ela cai para trás do telhado e pousa em seu armário. O clipe termina com Shakira deitada na cama e sorrindo com o ronco de um trovão.

### Recepção
A recepção crítica para o clipe foi em sua maioria positiva. Adam Fairholm, do Internet Music Video Database, elogiou os movimentos de dança de Shakira e a sua flexibilidade no clipe e elogiou a direção de Nava. James Montgomery da MTV, também elogiou os passos de dança da cantora, observando que "até consegue sair" como Beyoncé". Ela também elogiou o corpo de Shakira, comentando que a seu bumbum é a "estrela do vídeo". Anna Pickard, do The Guardian, apreciou a originalidade do vídeo e observou que "os movimentos contidos neste clipe não são o tipo de coisa que você vê todos os dias". Andrew Bast do The Daily Beast, no entanto, deu ao vídeo uma crítica negativa e criticou por ser excessivamente sexual.
Na cerimônia de premiação do Los Premios MTV Latinoamérica 2009, o vídeo recebeu uma indicação na categoria "Vídeo do Ano". Na cerimônia de premiação dos Premios Juventud, o clipe ganhou o prêmio de "Mi Video Favorito" ("Meu Vídeo Favorito"). Nos premios Lo Nuestro 2010, o vídeo ganhou o prêmio de "Vídeo do Ano". Em 28 de abril de 2014, o vídeo atingiu a marca de 100 milhões de visualizações no site de compartilhamento de vídeos YouTube e portanto, foi coroado com "Certificado do Vevo" pelo serviço de hospedagem de vídeo Vevo. É o décimo vídeo da cantora a receber o "Vevo Certified".

## Performance comercial
Na Áustria, a música estreou e atingiu a posição de número três na Austrian Singles Chart, passando um total de 19 semanas na parada. Na região da Flandres de língua holandesa da Bélgica, a música entrou na parada da Ultratop, no número 48 e atingiu o máximo de 16, passando um total de 15 semanas na parada. Se saiu muito melhor na região de língua francesa da Valónia, onde entrou na lista da Ultratop, no número oito e chegou ao número cinco, passando um total de 21 semanas no gráfico. "She Wolf" foi o segundo single consecutivo de Shakira no top cinco da região, após "Beautiful Liar" (2007). Na Finlândia, a música entrou no Finnish Singles Chart, no número 13 e atingiu o pico no número 6, gastando um total de 13 semanas no gráfico. Na Alemanha, a música alcançou o número dois na German Singles Chart. Na Irlanda, a música alcançou o número dois no Irish Singles Chart, passando um total de 12 semanas no gráfico. Na Itália, "Loba" entrou no Italian Singles Chart, no número 12 e chegou ao número três, passando um total de 22 semanas no gráfico. Tornou-se o primeiro single de Shakira a receber uma certificação no país, depois que a Federazione Industria Musicale Italiana (FIMI), certificou a música com platina por vender 30 mil cópias. Na Noruega, "She Wolf" perdeu por pouco de ficar entre os dez melhores do Norwegian Singles Chart, alcançando o número 11. Em Espanha, "Loba" entrou no Spanish Singles Chart, no número 25 e atingiu o segundo lugar, sendo impedido de conquistar a posição superior, pela canção "I Know You Want Me (Calle Ocho)" do do rapper americano Pitbull. Nesta região, foi certificado de dupla platina pelos Productores de Música de España (PROMUSICAE), por vender 80 mil unidades. Na Suíça, a música entrou e atingiu o pico no terceiro lugar do Swiss Singles Chart, passando um total de 23 semanas no gráfico. Neste território, foi certificado de ouro, pela International Federation of the Phonographic Industry (IFPI), pela venda de 10 mil unidades. No Reino Unido, a música atingiu o número quatro no UK Singles Chart e gastou um total de 16 semanas no gráfico. A British Phonographic Industry (BPI), certificou "She Wolf" com prata por vender, de 200.000 cópias.
No Canadá, alcançou o número cinco no Canadian Hot 100, gastando um total de 20 semanas no gráfico. "Loba" tornou-se um sucesso no México, atingindo o primeiro lugar no Monitor Latino e recebeu uma certificação de platina pela Asociación Mexicana de Productores de Fonogramas y Videogramas (AMPROFON). Nos Estados Unidos, "She Wolf" estreou no número 34 no Billboard Hot 100 chart, tornando-se a canção de estréia mais alta de Shakira no gráfico. [48] Mais tarde, perdeu por pouco o alcance dentro do top 10 do gráfico, atingindo o pico no número 11. "She Wolf" passou um total de 20 semanas no gráfico. No gráfico Hot Dance Club Songs, atingiu o primeiro lugar e gastou um total de 15 semanas no gráfico. "She Wolf" tornou-se o segundo single consecutivo de Shakira a atingir o pico no topo do gráfico, após "Illegal" (2006). No gráfico de Pop Songs, alcançou o número 11 e passou 12 semanas no gráfico. "She Wolf" permaneceu como o single mais estridente de Shakira na Billboard Hot 100 até "Can't Remember to Forget You", quebrou seu recorde em 2014, debutando no número 28. A tradução em língua espanhola "Loba" atingiu o primeiro lugar no gráfico Hot Latin Songs, passando um total de 22 semanas no gráfico. Tornou-se o décimo quarto décimo primeiro single de Shakira no gráfico e alcançou a cantora e compositora americana Selena, por ter o quinto maior número de singles de uma artista feminina. Mais tarde, em 2010, Shakira tornou-se a terceira artista feminina do ranking com o maior número de singles do top-dez do gráfico após o lançamento de "Loca". Na parada da Tropical Songs, "Loba" chegou ao primeiro lugar, passando um total de 20 semanas no gráfico. "She Wolf" foi certificada platina nos Estados Unidos para downloads digitais de 1.000.000 de cópias pela Recording Industry Association of America (RIAA). A partir de março de 2014, "She Wolf" é a segunda canção digital mais vendida de Shakira nos Estados Unidos, com vendas de 1.812.000 unidades, atrás do sucesso de "Hips Do not Lie" em 2006.

## Crítica e Recepção
A canção recebeu boas críticas. Pop Justice, em 16 de Junho de 2009, avaliou a canção como "literalmente muito boa". "Não parece com nada o que Shakira havia feito antes - é um pouco dance e um pouco eletrônica com um grande feeling disco orgânico - mas ainda como instrumental, ainda existiria um sentimento muito parecido com o som de Shakira" 
 Digital Spy também avaliou a canção positivamente, dizendo que "a canção não parecia com nada que está nas paradas no momento... Esse é o tipo de faixa que será dominante nos rádios, dominante na pista de dança e especialmente dominante enquanto você caminha orgulhosamente para o trabalho com o seu iPod no último volume numa manhã quente de verão. Resumindo, é absolutamente esmagadora."

## Performances ao vivo

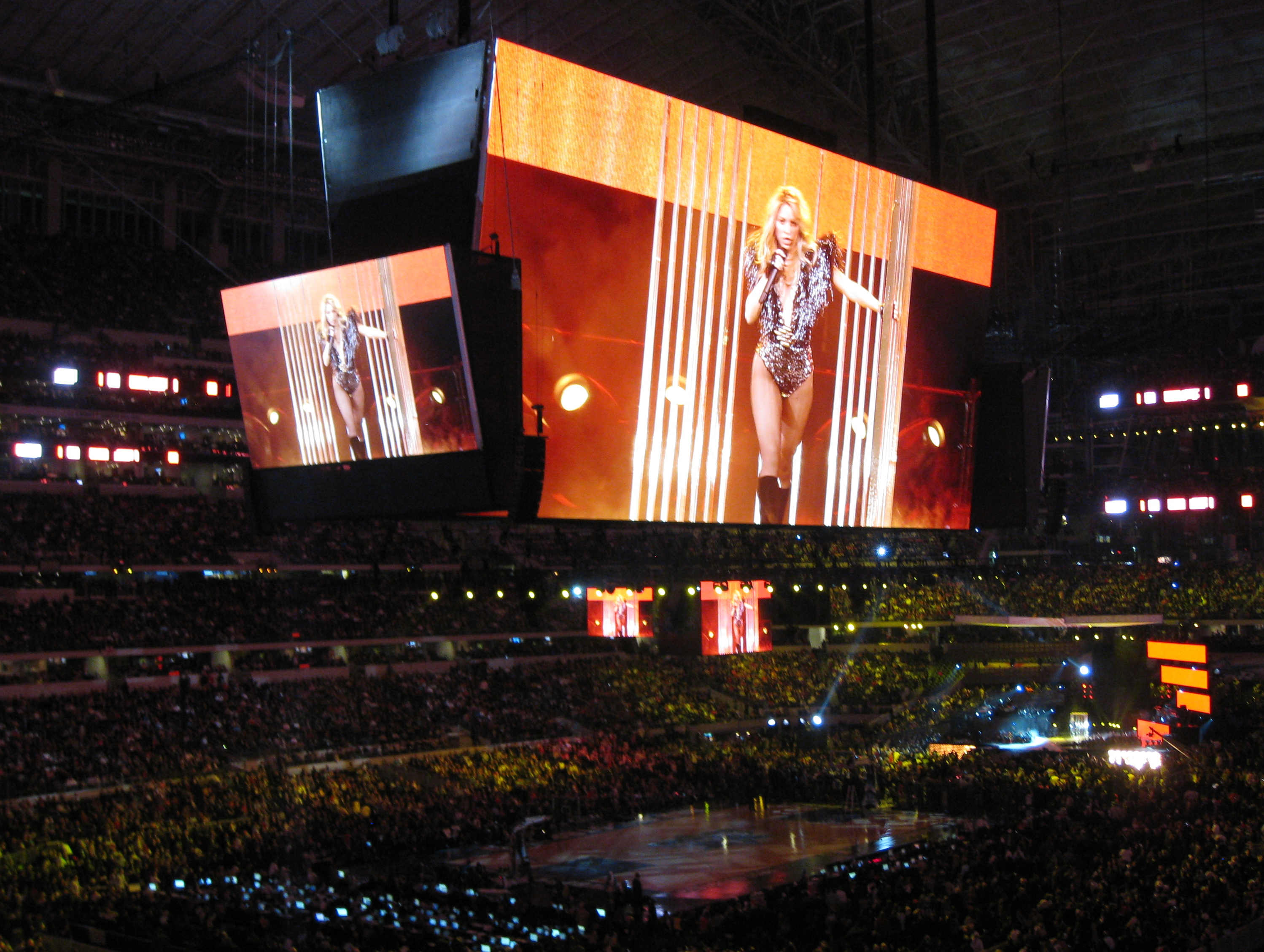
Shakira at the NBA All-Stars 2010

Shakira cantou a música pela primeira vez no final da quarta temporada do America's Got Talent, em 16 de setembro de 2009. No dia 17 de setembro, ela cantou a música na cerimônia de premiação ALMA em 2009. Ela interpretou "She Wolf" junto com segundo single do álbum "Did It Again", em sua participação no Jimmy Kimmel Live!, em 18 de setembro e no episódio do Saturday Night Live, em 17 de outubro. Em 24 de setembro, Shakira interpretou "She Wolf" e "Hips Do not Lie" no BBC Radio 1Xtra Live Lounge. Em 28 de setembro, ela interpretou a música no T4, um slot de agendamento no Canal 4. Em 25 de setembro, ela interpretou a música na Friday Night with Jonathan Ross, juntamente com seus sucessos "Whenever, Wherever" e "Hips Do not Lie".
Em 14 de fevereiro de 2010, Shakira cantou "She Wolf" e "Give It Up to Me", o terceiro single do álbum, durante o intervalo do jogo All-Star da NBA. Ela usava um leotard cortado e um cintilante transparente, para o desempenho. No festival Rock in Rio de 2010 realizado em Madri, na Espanha, Shakira interpretou "Loba", a tradução em espanhol da música. Em 10 de junho, na cerimônia de abertura da Copa do Mundo FIFA 2010, Shakira performou "She Wolf", "Hips Do not Lie" e a música oficial da Copa do Mundo de 2010, "Waka Waka (This Time For Africa)". Em 26 de junho, Shakira interpretou a música no Glastonbury Festival, que ocorreu em Pilton, Somerset. A música também foi incluída no set-list da The Sun Comes Out World Tour em 2010 e 2011. A performance da turnê começou com Shakira soltando um longo ruido e começando a dançar com duas dançarinas femininas de apoio. O desempenho marcado pela primeira vez que os dançarinos de apoio foram apresentados no show. Dave Simpson, do The Guardian, comentou que Shakira estava "uivando como um banshee" durante a performance.

## Faixas e formatos
| - EP Digital ("She Wolf") 1. "She Wolf" – 3:07 2. "She Wolf" (Moto Blanco Club Mix) – 7:07 3. "She Wolf" (Moto Blanco Radio Mix) – 3:39 4. "She Wolf" (Calvin Harris Remix) – 4:46 5. "She Wolf" (Deeplick Club Remix) – 7:05 6. "She Wolf" (Deeplick Club Remix Radio Edit) – 3:25 7. "She Wolf" (Remix com participação de T-Pain) – 3:18 - EP Digital ("Loba") 1. "Loba" – 3:07 2. "Loba" (Poncho Club Mix) – 3:50 3. "Loba" (Poncho Radio Mix) – 3:42 4. "Loba" (Deep Mariano Club Mix) – 5:05 5. "Loba" (Deep Mariano Radio Mix) – 4:34 | - CD single 1. "She Wolf" – 3:07 2. "Loba" – 3:07 - Download digital ("She Wolf") 1. "She Wolf" – 3:07 - Download digital ("Loba") 1. "Loba" – 3:07 - Single Promo ("Loba") 1. "Loba" (Versão Salsa) – 3:56 |

## Desempenho nas tabelas musicais
| Chart (2009)                                                           | Maior posição |
| ---------------------------------------------------------------------- | ------------- |
| O campo songid é OBRIGATÓRIO PARA PARADA ALEMÃ                         | 2             |
| Austrália (ARIA)                                                       | 18            |
| Áustria (Ö3 Austria Top 75)                                            | 3             |
| Bélgica (Ultratop 50 de Flandres)                                      | 16            |
| Bélgica (Ultratop 50 da Valônia)                                       | 5             |
| Brasil (Brasil Hot 100)                                                | 3             |
| Canadá (Canadian Hot 100)                                              | 5             |
| Dinamarca (Hitlisten)                                                  | 16            |
| Escócia (Scottish Singles Chart)                                       | 4             |
| Eslováquia (Rádio Top 100)                                             | 13            |
| Espanha (PROMUSICAE)                                                   | 2             |
| Estados Unidos (Billboard Dance Club Songs)                            | 1             |
| Estados Unidos (Billboard Hot 100)                                     | 11            |
| Estados Unidos (Billboard Hot Latin Songs) Versão em espanhol: "Loba"  | 1             |
| Estados Unidos (Billboard Mainstream Top 40)                           | 11            |
| Estados Unidos (Billboard Rhythmic)                                    | 23            |
| Estados Unidos (Billboard Tropical Airplay) Versão em espanhol: "Loba" | 1             |
| Europa European Hot 100 Singles                                        | 4             |
| Finlândia (Suomen virallinen lista)                                    | 6             |
| França (SNEP)                                                          | 4             |
| Hungria (Rádiós Top 40)                                                | 5             |
| Irlanda (IRMA)                                                         | 2             |
| Itália (FIMI)                                                          | 3             |
| Japão (Japan Hot 100)                                                  | 9             |
| México (Monitor Latino) Versão em espanhol: "Loba"                     | 1             |
| Noruega (VG-lista)                                                     | 11            |
| Nova Zelândia (Recorded Music NZ)                                      | 36            |
| Países Baixos (Single Top 100)                                         | 13            |
| Reino Unido (UK Singles Chart)                                         | 4             |
| República Checa (Rádio Top 100)                                        | 12            |
| Suécia (Sverigetopplistan)                                             | 17            |
| Suíça (Schweizer Hitparade)                                            | 3             |

| Tabela musical (2001)               | Posição |
| ----------------------------------- | ------- |
| Alemanha (German Singles Chart)     | 39      |
| Áustria (Austrian Singles Chart)    | 41      |
| Bélgica (Ultratop (Flanders))       | 88      |
| Bélgica (Ultratop Chart (Wallonia)) | 51      |
| Canadá (Canadian Hot 100)           | 57      |
| Espanha (Spanish Singles Chart)     | 7       |
| EUA (Billboard Hot 100)             | 64      |
| EUA (Hot Dance Club Songs)          | 13      |
| EUA (Latin Songs Year End 2009)     | 9       |
| EUA (Tropical Songs Year End 2009)  | 13      |
| Hungria (Airplay Chart)             | 67      |
| Itália (FIMI)                       | 7       |
| Reino unido (UK Singles Chart)      | 67      |
| Suécia (Sverigetopplistan)          | 81      |
| Suíça (Singles Chart)               | 39      |
| Tabelas de fim-de-ano (2010)        | Posição |
| Espanha (Singles Chart)             | 45      |
| Hungria (Airplay Chart)             | 48      |

## Vendas e certificações
| Região                                                                                             | Certificação | Vendas    |
| -------------------------------------------------------------------------------------------------- | ------------ | --------- |
| Espanha (PROMUSICAE)                                                                               | 2× Platina   | 80,000^   |
| Itália (FIMI)                                                                                      | Platina      | 30,000*   |
| Estados Unidos (RIAA)                                                                              | Platina      | 1,812,000 |
| México (AMPROFON)                                                                                  | Platina      | 60,000*   |
| Reino Unido (BPI)                                                                                  | Ouro         | 400,000   |
| Suíça (IFPI Suíça)                                                                                 | Ouro         | 15,000^   |
| *números de vendas baseados somente na certificação ^distribuições baseadas apenas na certificação |              |           |